# Pachequinho
Eriélton Carlos Pacheco (* 26. September 1970 in Ponta Grossa), besser bekannt als Pachequinho, ist ein brasilianischer Fußballtrainer und ehemaliger Fußballspieler.

## Karriere
Pachequinho begann seine Laufbahn im Nachwuchsbereich des Coritiba FC. Hier gelang ihm 1990 der Sprung in den Profikader. Bis einschließlich der Saison 1996 spielte er für den Klub, dann wechselte er zum EC Bahia. Pachequinho blieb nur das eine Jahr. Seine folgenden Engagements bei Athletico Paranaense, SE Matonense, Paraná Clube, Clube do Remo und Criciúma EC waren auf die Austragung eines Wettbewerbs, Staatsmeisterschaft oder nationale Meisterschaft, beschränkt.
Spätestens seit 2006 war Pachequinho als Trainer bei Coritiba aktiv. Zunächst im Nachwuchsbereich, später als Co-Trainer. Falls nötig, z. B. aufgrund von Trainerentlassungen, sprang er immer wieder auch als Interimstrainer des Profikaders ein. So in der Série A 2015, wo er nach dem 33. Spieltag die Mannschaft auf dem 18. Platz übernahm und in den verbleibenden fünf Spielen den Klassenerhalt sichern konnte. Auch im Zuge der Austragung der Staatsmeisterschaft von Paraná 2017, wurde ihm kurzfristig die Leitung übertragen. Hier konnte er das Team zur Meisterschaft führen. Nach dem Erfolg erhielt die Anstellung als Cheftrainer, um die Mannschaft auch in der Série A 2017 zu führen, wurde aber nach dem 15. Spieltag wieder entlassen. Zwischen 2018 und 2019 war er als Cheftrainer beim América FC (RN) und bei der AA Anapolina aktiv. Zur Saison 2020 sollte er den Maringá FC führen. Aufgrund der COVID-19-Pandemie kam der Klub allerdings in finanzielle Schwierigkeiten und Pachequinho wurde Ende Juni 2020 wieder entlassen, ohne das er die Mannschaft in einem Spiel hätte betreuen können. Ende 2020 kehrte dann aber zu seinem Stammklub Coritiba zurück. Mitte Januar 2021 wurde sein Vertrag mit Coritiba wieder beendet.

## Erfolge
Coritiba
- Staatsmeisterschaft von Paraná: 2017